# جيم وارنر
جيم وارنر (بالإنجليزية: Jim Warner)‏ هو لاعب هوكي الجليد أمريكي، ولد في 26 مارس 1954.

## وصلات خارجية
- جيم وارنر على موقع دوري الهوكي الوطني (الإنجليزية)
- جيم وارنر على موقع قاعة مشاهير الهوكي (لاعب أن.إتش.أل) (الإنجليزية)
- جيم وارنر على موقع EliteProspects.com (الإنجليزية)
- جيم وارنر على موقع HockeyDB.com (الإنجليزية)
- جيم وارنر على موقع Hockey-Reference.com (الإنجليزية)